# День розплати
Відплата — британсько-іспанська драма 2003 року.

## Сюжет
Англія, XIV століття. Молодий священик Ніколас (Пол Беттані) спокусив молоду одружену прихожанку, а потім вбив її чоловіка, який застав їх на місці «злочину». Ховаючись від розплати, Ніколас покидає рідні місця і прибивається до трупи мандрівних акторів. За збігом обставин трупа заходить до маленького містечка, де жорстокий герцог де Гіз (Венсан Кассель) безкарно творить жахливі речі. Ось і зараз у містечку стався злочин — вбито хлопчика. Актори вирішують покласти історію зі злочином в основу нової постановки. Вони починають розслідування і викривають вбивцю.